# Kompensatorische Erziehung
Unter kompensatorischer Erziehung versteht man eine Erziehung mit dem Ziel, die schulischen Leistungen von Kindern und Jugendlichen aus sozial benachteiligten Familien zu steigern.
Die kompensatorische Erziehung wurde in den 1960er Jahren in den USA entwickelt. Im Rahmen des „Krieges gegen die Armut“ und der „Great Society domestic agenda“ versuchte man dort, „die Armut für immer abzuschaffen“ (Präsident Lyndon Johnson). Ein Schritt, der unternommen wurde, um dieses Ziel zu erreichen, war die Entwicklung der kompensatorischen Erziehung. Die Diskussion um kompensatorische Erziehung beherrschte aber auch in Deutschland Jahre lang viele pädagogische Bemühungen und Projekte.

## Ziele der Kompensatorischen Erziehung
Ziel der kompensatorischen Erziehung ist es, arme Kinder und Kinder aus bildungsfernen Schichten und benachteiligten Vierteln (Ghettos) zu fördern und so Bildungsbenachteiligung abzubauen und Chancengleichheit herzustellen. Außerdem sollen oft soziale Probleme wie Kriminalität, Drogenkonsum, Alkoholismus, Arbeitslosigkeit, Sozialhilfeabhängigkeit, Elternschaft von Minderjährigen und Abtreibungen bekämpft werden. Spezielle Programme der kompensatorischen Erziehung wenden sich an benachteiligte Gruppen wie zum Beispiel nur Mädchen oder nur Kinder mit einem Migrationshintergrund. Ein Beispiel für ein Programm, welches sich ausschließlich an Migranten wendet, ist HIPPY.

## Ländervergleiche
Als wichtigstes Programm der kompensatorischen Erziehung wird meistens das amerikanische Head Start Programm genannt. Es ist weltweit eines der größten und teuersten Programme kompensatorischer Erziehung. Bisher haben in den USA etwa 24 Millionen Vorschüler an Head Start teilgenommen (Stand: April 2007). Im Jahre 2006 nahmen über 909.000 Kinder bzw. mitbetreute Familien an Head Start teil; das Budget betrug mehr als 6,7 Milliarden US-Dollar. Es gibt insgesamt etwa 218.000 bezahlte Head-Start-Betreuer sowie insgesamt etwa 1365 ehrenamtliche Betreuer. Zurzeit finden insgesamt etwa 1600 Head-Start-Projekte in den USA statt. Weitere bekannte Programme der kompensatorischen Erziehung sind das Milwaukee Project, das Abecedarian Early Intervention Project, die 21st Century Community Learning Centers und das High/Scope Perry Preschool Project.
Auch in Deutschland wurde bereits das erste Early Excellence Centre gegründet. Seit Deutschlands mittelmäßigem Abschneiden bei der PISA-Studie wird in Deutschland der Ruf nach mehr kompensatorischer Erziehung laut.
In Großbritannien wurden 1997 die Early Excellence Centre im Rahmen des Sure-Start-Programmes ins Leben gerufen. Das Sure-Start-Programm lehnt sich eng an Head Start an.

## Erfolge der kompensatorischen Erziehung
Insgesamt gibt es Anlass zum vorsichtigen Optimismus.

„Es gibt empirische Belege dafür, dass frühe Interventionen auch langfristig präventiv wirken können, etwa gegenüber der Entwicklung von Delinquenz. Sie können so tatsächlich helfen, den „cycle of disadvantage“ zu durchbrechen. Erreichen lassen sich solche Ziele aber nur […] mit einem beträchtlichen Aufwand: Die Interventionen sollen früh einsetzen und intensiv, breit und flexibel angelegt sein; sie müssen inhaltlich richtig konzipiert und gut implementiert werden, das Kind, seine Eltern sowie einschlägige Institutionen miteinbeziehen und sollen zeitlich übergreifend angeboten werden. Die aus verschiedenen Gründen sehr attraktive Hoffnung, inhaltlich eng umschriebene und zeitlich klar umgrenzte - d.h. vor allem auch wenig aufwendige - primär-präventive Programme könnten die vielfältigen Probleme von high-risk-Familien dauerhaft lösen, scheint aufgrund der aktuellen Forschungslage nicht gerechtfertigt.“

Voraussetzungen für den Erfolg der kompensatorischen Erziehung sind eine hohe Professionalität und Kompetenz des Helfenden und ein frühes Unterbrechen der Störungsdynamik sowie kontinuierliche Hilfen. Die Intervention muss intensiv sein. Es liegen zahlreiche Beweise dafür vor, dass wenig intensive Hilfen auch wenig oder gar nichts bewirken. Es existiert offenbar eine Untergrenze, ab der Interventionen keine messbaren Erfolge mehr erbringen. So zeigte sich zum Beispiel, dass bei familienbezogen Interventionsprojekten ein Hausbesuch pro Woche nichts bringt und zwei Hausbesuche pro Woche bringen nur sehr wenig. Erst ab drei Hausbesuchen pro Woche gab es starke Wirkungen. Wenn diese Voraussetzungen beachtet werden, so kann die kompensatorische Erziehung wirkungsvoll sein.
Edward Zigler und Sally J. Styfco warnen jedoch davor, sich nur auf die Erfolge der kompensatorischen Erziehung zu verlassen, statt eine wirkungsvolle Armutsbekämpfung anzustreben:

„Die empirische Literatur […] bietet gute und schlechte Nachrichten. Die schlechte Nachricht ist, dass weder „Head Start“ noch irgendein anderes Vorschulprogramm Kinder gegen die Verwüstungen impfen kann, die Armut anrichtet. Frühzeitige Intervention kann den Einfluss schlechter Wohnbedingungen, Mangelernährung und schlechter Gesundheitsvorsorge, negativer Rollenvorbilder und unterdurchschnittlicher Schulen einfach nicht überwinden. Gute Programme können die Kinder aber auf die Schule vorbereiten und ihnen vielleicht helfen, bessere Fähigkeiten zur Anpassung und Bewältigung zu entwickeln, die ihnen bessere, wenngleich nicht perfekte Lebensumstände gestatten“

## Bewertung verschiedener Programme der kompensatorischen Erziehung

### Als erfolgreich geltende Programme
- Abecedarian Early Intervention Project – Kinder aus sozial schwachen Familien bekamen die Möglichkeit einen gut ausgestatteten Kindergarten zu besuchen. Zudem wurden sie geimpft. Erfolge: Im Alter von 21 Jahren hatten die Kinder einen höheren IQ als Kinder aus der Kontrollgruppe, sie besuchten häufiger das College und waren häufiger Facharbeiter.
- Big Brothers Big Sisters - Kindern aus den unterschiedlichsten Familienverhältnissen werden nach Interessen und Persönlichkeit zu den Kindern passende Mentoren an die Seite gestellt. Dabei bekommen Jungen einen Mentor, Mädchen eine Mentorin. Erfolge: Kinder zeigen positive Veränderungen im Blick auf Lernmotivation und Sozialkompetenzen wie Kommunikations- und Teamfähigkeit.
- Career Academies – Schüler aus armen Verhältnissen erhalten unter bestimmten Voraussetzungen die Möglichkeit spezielle Klassen zu besuchen, die besonders stark aufs College vorbereiten. Das Programm richtet sich besonders an Migranten. Sie erhalten Mathematik- und Englisch-Unterricht auf einem hohen Niveau. Erfolge: Schüler der Career Academies erreichen im späteren Leben häufiger einen Hochschulabschluss und haben ein höheres Einkommen. Kritik: Das Programm ist für die Schüler kostenpflichtig.
- Check & Connect – arme Schüler bekommen einen Mentor, der sie bei wichtigen Lebensentscheidungen coacht. Erfolge: Schüler gehen regelmäßiger zur Schule und erlangen häufiger einen Abschluss.
- High/Scope Perry Preschool Project – angelehnt an die pädagogischen Ideen der antiautoritären Pädagogik von Alexander Sutherland Neill; Kinder aus armen Nachbarschaften hatten die Möglichkeit in einem Lernhaus selbstgesteuert zu lernen. Erfolge: Die Kinder waren im Erwachsenenalter weniger häufig kriminell, hatten häufiger einen Schulabschluss und waren weniger häufig von der Sozialhilfe abhängig. Deswegen war das Projekt auch für den Staat rentabel. Für jeden in das Projekt investierten $ konnten 17$ an sozialen Hilfen gespart werden.
- Milwaukee Project – Kinder von armen geistig behinderten Müttern bekamen einen persönlichen Trainer. Erfolge: Im Alter von 6 Jahren hatten die Kinder einen IQ von 120. Der IQ der Vergleichsgruppe lag bei nur 87. Die Intelligenzunterschiede glichen sich jedoch später an. Im Alter von 14 Jahren hatten die Versuchsteilnehmer einen IQ von 101, die Vergleichsgruppe einen IQ von 91.
- Nurse-Family Partnership – Programm kompensatorischer Erziehung in den USA, eine geschulte Krankenschwester besucht arme Familien und klärt sie über gesundes Verhalten in der Schwangerschaft und Kindererziehung auf. Erfolge: Die Kinder waren im Alter von sechs Jahren häufiger schulreif, waren weniger verhaltensauffällig und wurden weniger häufig straffällig.

### Umstrittene Programme
- Early Excellence Centre – an Head Start angelehntes Programm kompensatorischer Erziehung in Großbritannien und Deutschland. Es werden Kindertagesstätten geschaffen und Eltern geschult. Die Erfolge sind umstritten. Das Programm wurde bis jetzt nicht evaluiert.
- Head Start – das erste Programm kompensatorischer Erziehung und eines der größten und teuersten. Das Programm wird von einigen Wissenschaftlern als erfolgreich angesehen, von anderen wieder als erfolglos.
- SMART (kompensatorische Erziehung) – Ehrenamtliche helfen armen Kindern bei den Hausaufgaben, lesen ihnen vor und besuchen mit diesen Büchereien. Erfolge: teilweise erfolgreich. Die Kinder lasen besser als nicht geförderte Kinder aus ähnlichen Verhältnissen. Sie lasen jedoch schlechter als der Durchschnitt der Gleichaltrigen.

### Als erfolglos geltende Programme
- 21st Century Community Learning Centers – Programm der amerikanischen Regierung. Die Kinder werden nach der Schule von Pädagogen und Sozialarbeitern betreut. Sie erhalten Hilfestellung bei den Hausaufgaben und können an sportlichen und künstlerischen Aktivitäten teilnehmen. Ohne Erfolg. Die schulischen Leistungen der Schüler besserten sich nicht.
- Fast ForWord – ein Computerprogramm, das armen Kindern helfen soll, besser lesen zu lernen.

### Ohne Erfolge
Es konnte kein Nutzen des Programms nachgewiesen werden.
- Hawaii Healthy Start – ein staatliches Programm in Hawaii. Mütter aus der Unterschicht wurden von geschulten Familienhelferinnen besucht und über Erziehung beraten.

Ohne Erfolge bedeutet: Die Kinder wurden gleich oft misshandelt und mussten gleich häufig in Pflegefamilien untergebracht werden wie Kinder aus der Kontrollgruppe.

## Kritik an der kompensatorischen Erziehung
Programme der kompensatorischen Erziehung werden in den USA kontrovers diskutiert. Der Psychologe Arthur Jensen bezeichnet Programme der kompensatorischen Erziehung als Geldverschwendung; der IQ sei nicht steigerbar, sondern genetisch bedingt.
Der britische Soziolinguist Basil Bernstein argumentierte hingegen, Erziehung sei generell ungeeignet, einen Ausgleich für gesamtgesellschaftliche Versäumnisse zu schaffen.
Meier, Menze und Torff (1974) warfen der kompensatorischen Erziehung vor, die Mittelschicht zum allgemeinen Standard zu erheben und Arbeiterkinder auf diese Weise ihrer Lebenswelt zu entfremden.